# Västgöta-Dals regemente
Västgöta-Dals regemente (№ 16) var ett infanteriförband inom svenska armén som verkade i olika former åren 1624–1901. Förbandsledningen var förlagd i Vänersborgs garnison i Grunnebo hed.

## Historia

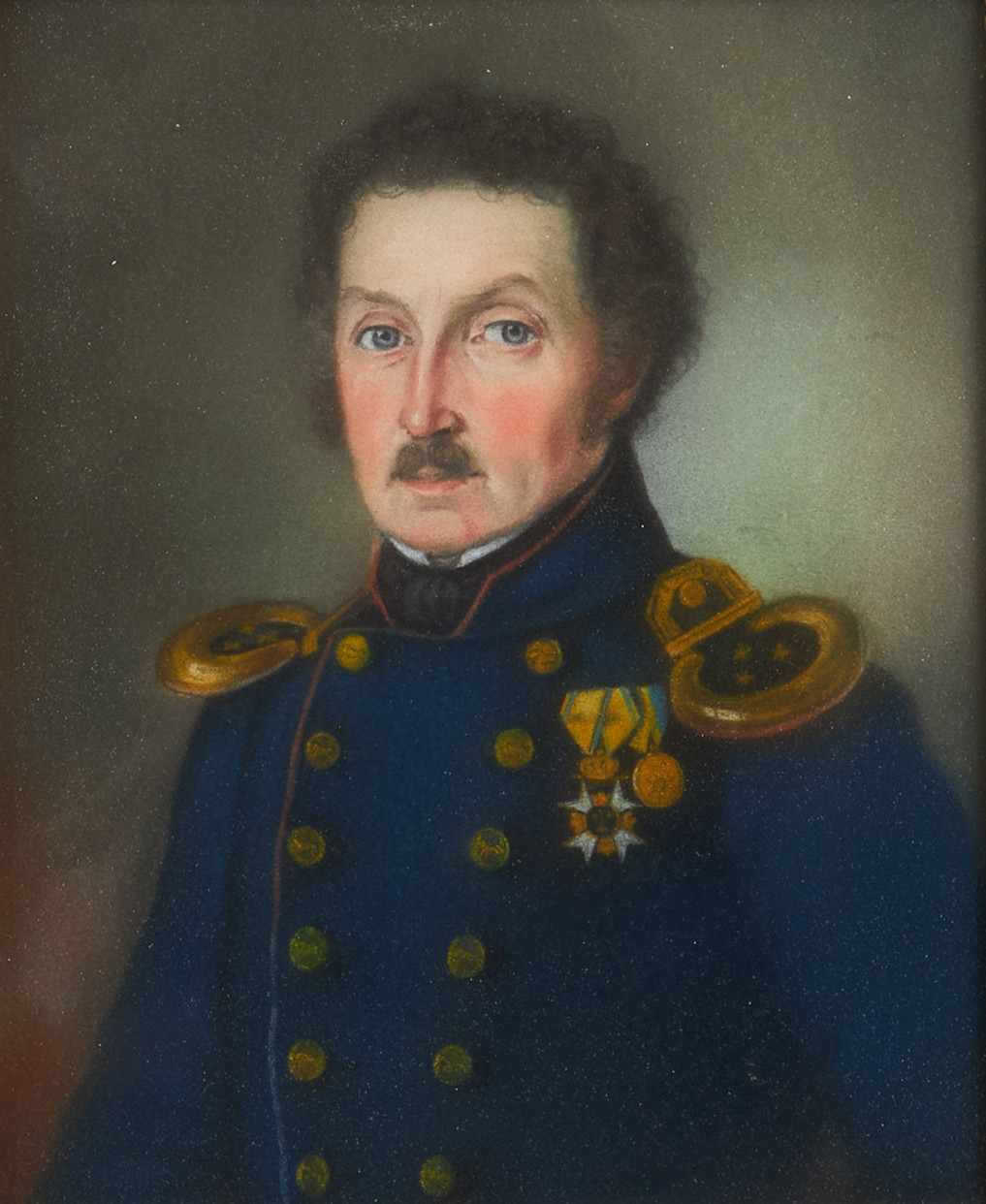
August Edvard Lilliestierna iklädd regementets uniform m/1816 för en major. På bröstet syns Svärdsorden samt För tapperhet i fält. Porträtt av okänd. (1843)

### Bildandet
Regementet har sitt ursprung i de fänikor som sattes upp på 1500-talet i Västergötland och Dalsland. År 1615 organiserades dessa enheter till Västergötlands storregemente av Gustav II Adolf. Västergötlands storregemente bestod av tre fältregementen där Västgöta-Dals regemente utgjorde ett. Åren 1621–1624 delades storregementet permanent till tre mindre regementen, där Västgöta-Dals regemente från den 10 mars 1624 bildade ett. I 1634 års regeringsform fastställdes den svenska regementetsindelningen, där det angavs att armén skulle bestå av 28 regementen till häst och fot, med fördelningen av åtta till häst och 20 till fot. De indelta och roterande regementena namngavs efter län eller landskap, medan de värvade regementena uppkallades efter sin chef. Regeringsformen angav Västgöta-Dals regemente som det tolfte i ordningen. Dock blev det ett nummer som aldrig användes, annat än för att ange regementets plats, enligt den då gällande rangordning. Regementets första befälhavare var Wilhelm von Salzburg.
Regementet deltog i slaget vid Gadebusch. Efter Gadebusch marscherade den svenska hären, vilken bland annat bestod av Västgöta-Dals regemente, västerut. Då både förplägnad och ammunition sinade tvingades Magnus Stenbock med sin kvarvarande armé att kapitulera den 6 maj 1713 vid Tönnigen i norra Tyskland, något som kom att kallas för Stenbocks kapitulation vid Tönnigen. Kapitulationen resulterade i att flera svenska regementen upplöstes och hamnade i dansk fångenskap, bland annat hela Västgöta-Dals regemente. Regementet återuppsattes senare samma år i Sverige igen.

### Rangordningen
Den rangordning som hade fastställts i 1634 års regeringsform började halta och skapa luckor efter freden i Fredrikshamn den 17 september 1809, då Finland tillföll Ryssland och de svenska regementen i Finland upplöstes. Därmed fanns det ett behov med att skapa ett nytt system. Under kronprins Karl Johans tid infördes 1816 ett nytt numreringssystem, där de svenska regementena genom en generalorder den 26 mars 1816 tillfördes ett officiellt ordningsnummer, till exempel № 16 Västgöta-Dals regemente. Till grund för numreringen låg inte bara ett regementes status, utan också de svenska landskapens inbördes ordning, samt att Svealand, Götaland och Norrland skulle varvas. De lägsta ordningsnumren tilldelades "liv- och hus- trupperna". Dessa nummer hade dock ingenting med rangordningen att göra, vilket bland annat framgår av gamla förteckningar där infanteri- och kavalleriförband är blandade just med hänsyn till rang och värdighet.

### 1901 års härordning
Inför 1901 års försvarsbeslut föreslog chefen för generalstaben, generalmajor Axel Rappe, att ett nytt infanteriregemente skulle bildas inom I. arméfördelningen. Stommen till det nya regementet föreslogs hämtas från Västgöta-Dals regemente och Bohusläns regemente. De kvarvarande delarna av de två regementena föreslogs då att sammanslås och bilda Bohus-Dals regemente inom III. arméfördelningen. Regeringen förordade dock att Västgöta-Dals regemente och Hallands bataljon skulle sammanslås och bilda ett nytt infanteriregemente avsett för I. arméfördelningen. Befälskadern vid de två förbanden skulle dock få företrädde till det för Vaxholm och Oscar Fredriksborg avsedda infanteriregementet.

### Regementets nedläggning
Genom försvarsbeslutet beslutades dock att Västgöta-Dals regemente skulle lämna sina rotar i Västergötland och omlokaliseras till Halland. Med denna påfallande förändring kom regementet den 1 januari 1902 att anta namnet № 16 Hallands regemente. Vid samma tid överfördes en av regementets bataljoner till Skedalahed, sju km öster om Halmstad, där tidigare Hallands bataljon övats.

## Ingående enheter

### Utbildningskompanier
| 1685 1. Livkompaniet (Överstens kompani) 2. Valbo kompani (Överstelöjtnantens kompani) 3. Väne kompani (Majorens kompani) 4. Sun- och Nordals kompani 5. Tössbo kompani 6. Kållands kompani 7. Vedbo kompani 8. Kullings kompani | 1901 1. Livkompaniet 2. Väne kompani (före 1836 benämnd 1. majorens kompani) 3. Kållands kompani (före 1836 benämnd 2. majorens kompani) 4. Kullings kompani 5. Valbo kompani (före 1836 benämnd Överstelöjtnantens Kompani) 6. Vedbo kompani (före 1836 benämnd 3. majorens kompani) 7. Tössbo kompani 8. Sundals kompani |

## Förbandschefer
Regementschefer verksamma vid regementet åren 1624–1902. Göran Cunnighame är första vid regementet med titeln regementschef.

- 10 mars 1624 – Övlt Welham von Salzburg (Tf.)
- 1625–1632: Göran Cunnighame
- 1632–1651: Nils Kagg
- 1651–1657: Johan Stake
- 1657–1660: Gustaf Oxenstierna
- 1660–1680: Wilhelm Jernsköld
- 1680–1691: David Macklier
- 1691–1705: Johan Fägerskiöld
- 1705–1716: Georg Reinhold Patkull  (tillfångatagen)
- 1710–1712: Nils Palmfelt (Tf.)
- 1713–1716: Berndt Christopher Wulfrath (Tf.)
- 1716–1732: Libert Rosenstierna
- 1732–1735: Johan Fredrik Didron
- 1735–1745: Carl Ollonberg
- 1745–1749: Carl Lillie
- 1749–1766: Erik Lybecker
- 1766–1769: Ulrik Scheffer
- 1769–1769: Claes Christoffer Ekeblad
- 1769–1770: Carl Gustaf Strömsköld
- 1770–1773: Joen Philip Klingspor
- 1773–1779: Abraham Daniel Schönström
- 1779–1785: Fredrik Posse
- 1785–1793: Gustav Cronhielm
- 1793–1796: Gustav Lewenhaupt
- 1796–1811: Carl Bunge
- 1811–1816: Carl Axel Löwenhielm
- 1816–1817: Fredrik Vilhelm Gyllenram
- 1817–1838: Wilhelm Albrecht Dorchimont
- 1838–1847: Axel Vilhelm Ehrengranat
- 1847–1853: Polykarpus Erik Cronhielm
- 1853–1864: Claes Samuel Sandels
- 1864–1871: Lage Posse
- 1871–1882: Eggert Elers
- 1882–1890: Otto Taube
- 1890–1890: Pontus Henrik Vilhelm Reuterswärd
- 1890–1894: Carl Oskar Unaeus
- 1894–1902: Otto Vilhelm Löwenborg

## Förläggningar och övningsplatser

### Förläggning
När Västgöta-Dals regemente bildades 1624 hade regementet Nygårdsängen som mötesplatser, från 1863 Grunnebo hed, båda i trakten av Vänersborg, där man även hade en expedition. Efter 1901 års härordning beslutades att regementet skulle flytta till Halmstad, där ett kasernetablissement uppfördes 1906. Kasernerna uppfördes efter 1901 års härordnings byggnadsprogram efter Kasernbyggnadsnämndens typritningsserie för infanterietablissement. Inför att regementet skulle flyttas till Halmstad, överfördes en av regementets bataljoner till mötesplatsen på Skedalahed i Halland. Skedalahed hade fram till 1902 varit förläggningsplats för Hallands bataljon (I 28). Den 10 oktober 1906 samlades hela regementet i sina nya kaserner vid Göteborgsvägen i Halmstad. Den 4 maj 1907 högtidlighölls inflyttningen genom en ceremoni. Den 1 juli 1994 tillkom Göta luftvärnskår (Lv 6), vilken omlokaliserades från Kvibergs kaserner inom Göteborgs garnison. Efter att regementet avvecklades i juni 2000 kom hela området att övertas av Göta luftvärnskår som samtidigt antog namnet Luftvärnsregementet (Lv 6).

### Övningsplatser
Regementet vapenövades på sina mötesplatser vid Nygårdsängen och Grunnebo hed innan man 1906 flyttade till Halmstad.

## Heraldik och traditioner

### Fälttåg
- Andra polska kriget (1600–1629)
- Trettioåriga kriget (1630–1648)
- Nordiska krigen (1655–1661)
- Skånska kriget (1674–1679)
- Stora nordiska kriget (1700–1721)
- Sjuårskriget (1757–1762)
- Gustav III:s ryska krig (1788–1790)
- Första kriget mot Napoleon (1805–1810)
- Finska kriget (1808–1809)
- Kampanjen mot Norge (1814)

### Förbandsfanor
Västgöta-Dals regemente mottog vid en ceremoni på Axevalla hed sin sista fana (m/1858) den 24 juni 1858, vilken överlämnades av Hertigen av Skåne, Kronprins Karl, från 1859 Kung Karl XV. Fanan var egentligen två till antalet, då de tillfördes regementets bataljoner. Fanan övertogs 1902 av Hallands regemente, som antog den som regementsfana 1904. År 1905 kompletterades fanan med segernamn. År 1952 ersattes fanan med en fana som var mer anpassad för landskapet Halland. Då Hallands regemente även ärvt Västgöta-Dals regementes färger, vilka var landskapet Västergötlands färger (svart och gult), antogs landskapet Hallands färger (blått och vitt) i samband med att Hallands regemente mottog den "halländska fanan",.

### Minnesstenar
Regementet har tre minnesstenar resta efter sig i Västergötland, två minnesstenar över dess mötesplatser på Nygårgsängen och Grunnebo hed. En minnessten vid Lilla Edets sluss över den färjeolycka på Göta älv vid Lilla Edet, där 47 soldater ur regementet förolyckades i samband med en hjälpinsats.

## Namn, beteckning och förläggningsort
| Kungl. Västgöta-Dals regemente | 1624-03-10 | – | 1713-05-06 |
| Kungl. Västgöta-Dals regemente | 1713-??-?? | – | 1901-12-31 |

| № 16 | 1816-03-26 | – | 1901-12-31 |

| Nygårdsängen (M)         | 1685-??-?? | – | 1863-05-04 |
| Grunnebo hed (M)         | 1863-05-05 | – | 1901-12-31 |
| Vänersborgs garnison (F) | 1863-05-05 | – | 1901-12-31 |

## Galleri

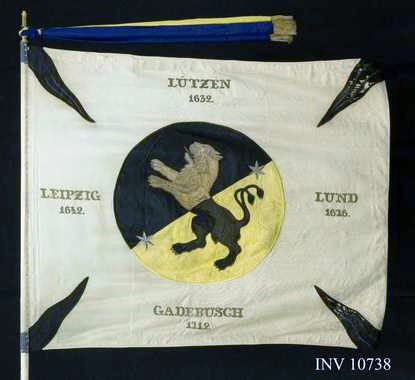
Regementets fana 1858–1901.
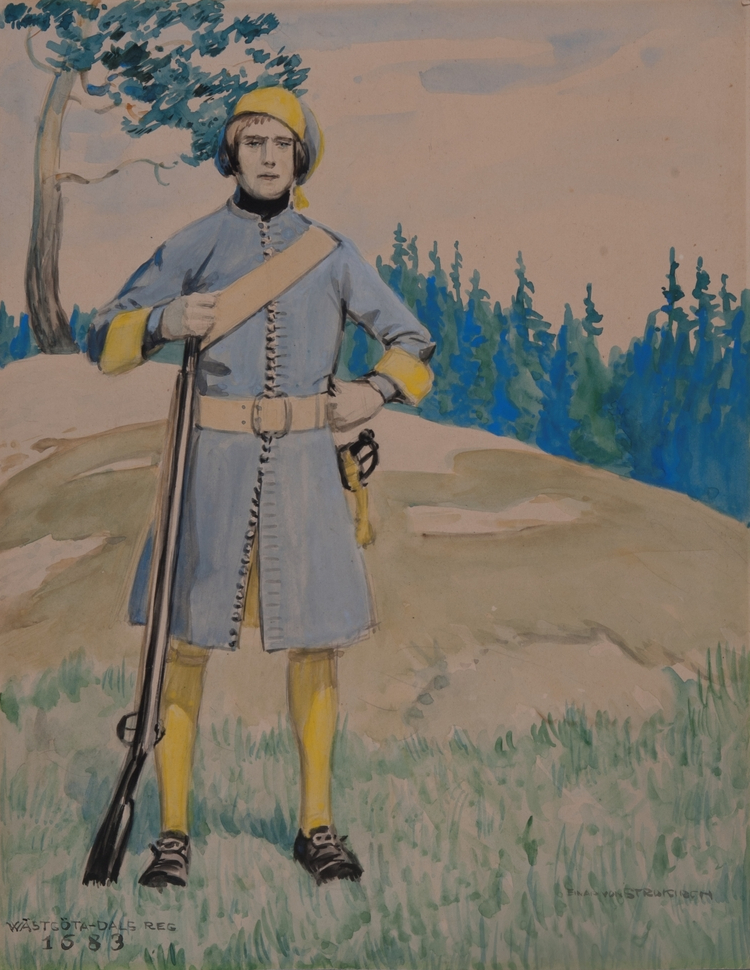
Musketerare 1683. Einar von Strokirch.
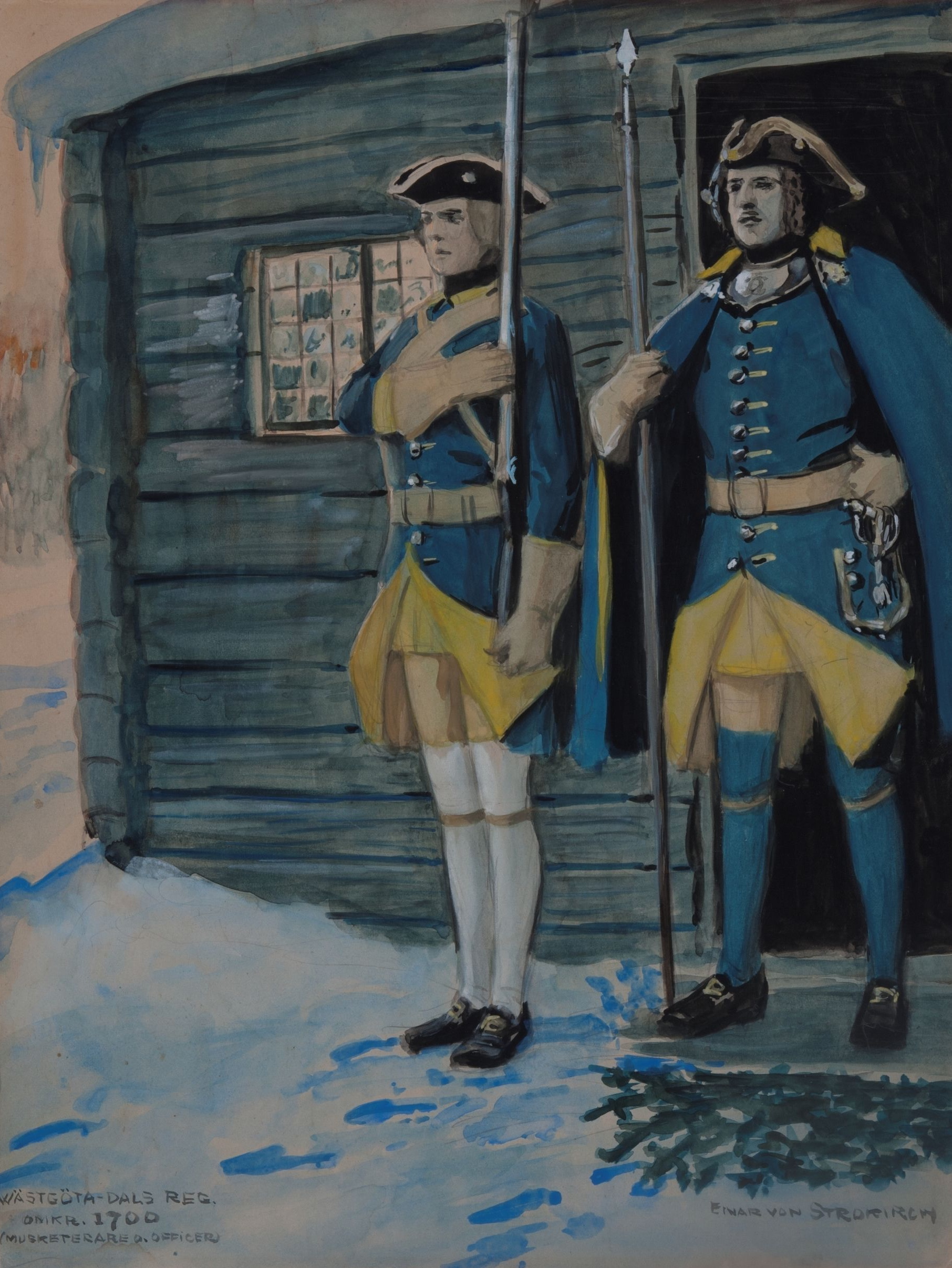
Officer och musketerare vid regementet år 1700. Einar von Strokirch.
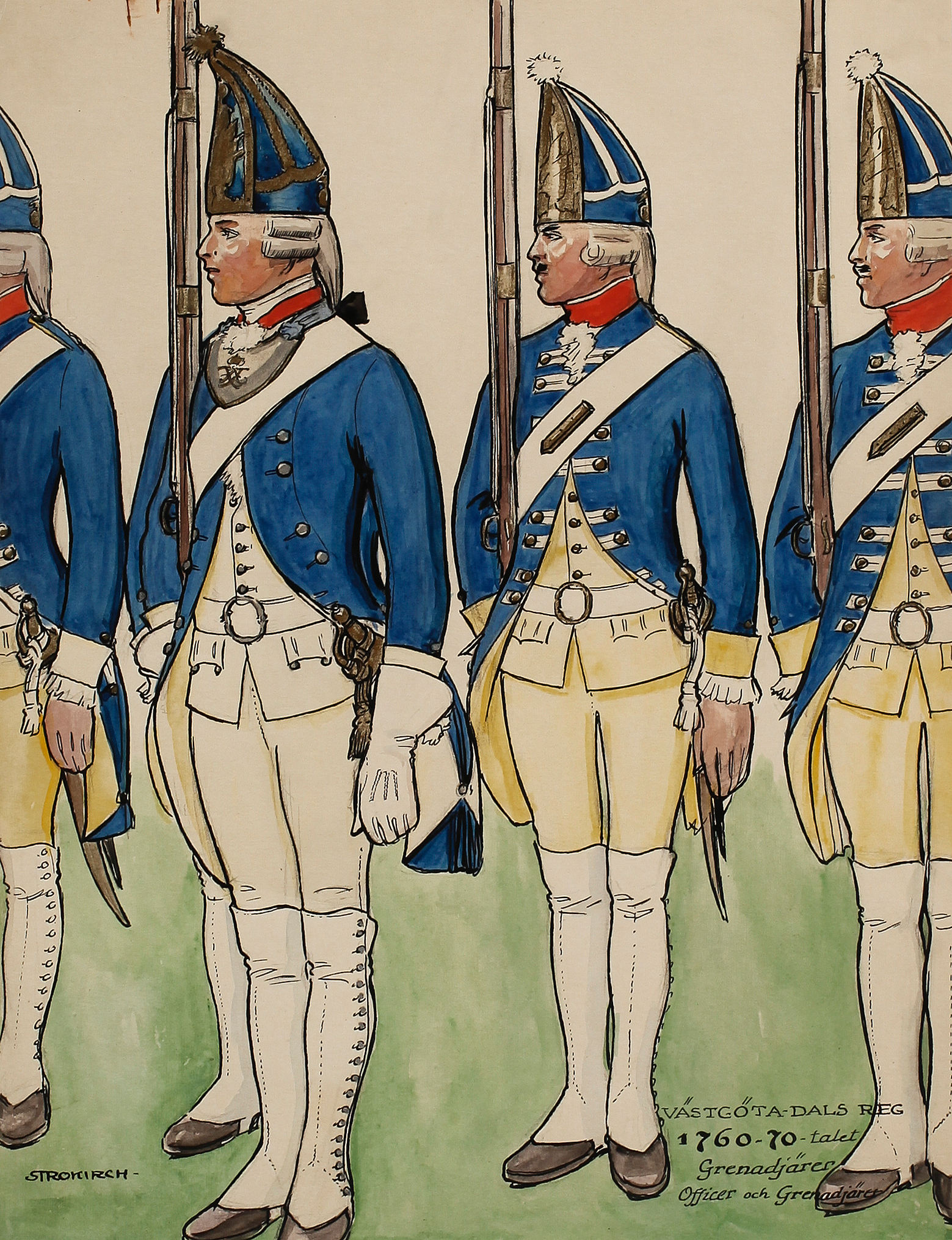
Grenadjärer vid regementet klädda i uniform m/1765. Einar von Strokirch.
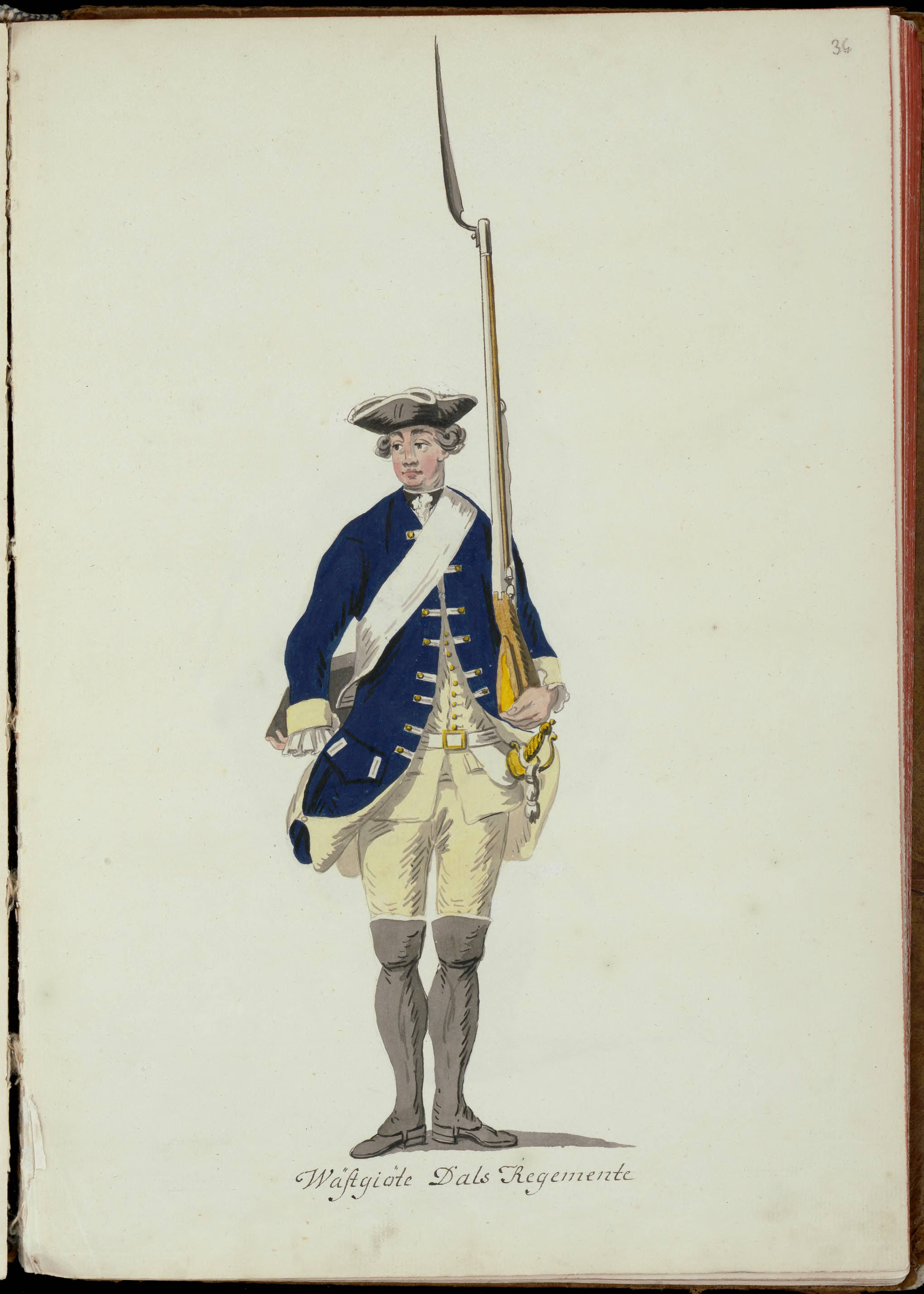
Uniform m/1765
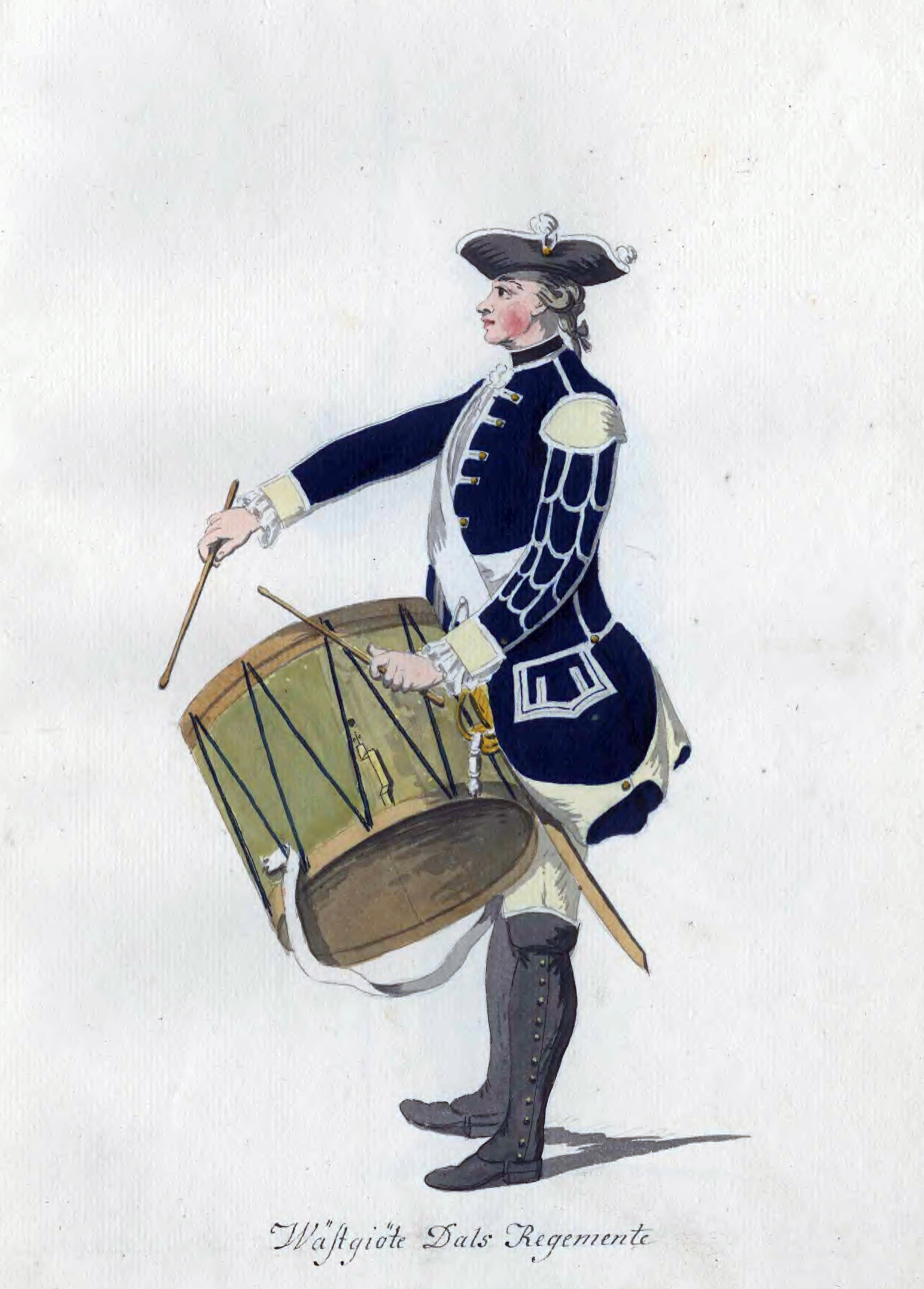
Trumslagare vid regementet i uniform m/1765. Jacob gillberg.
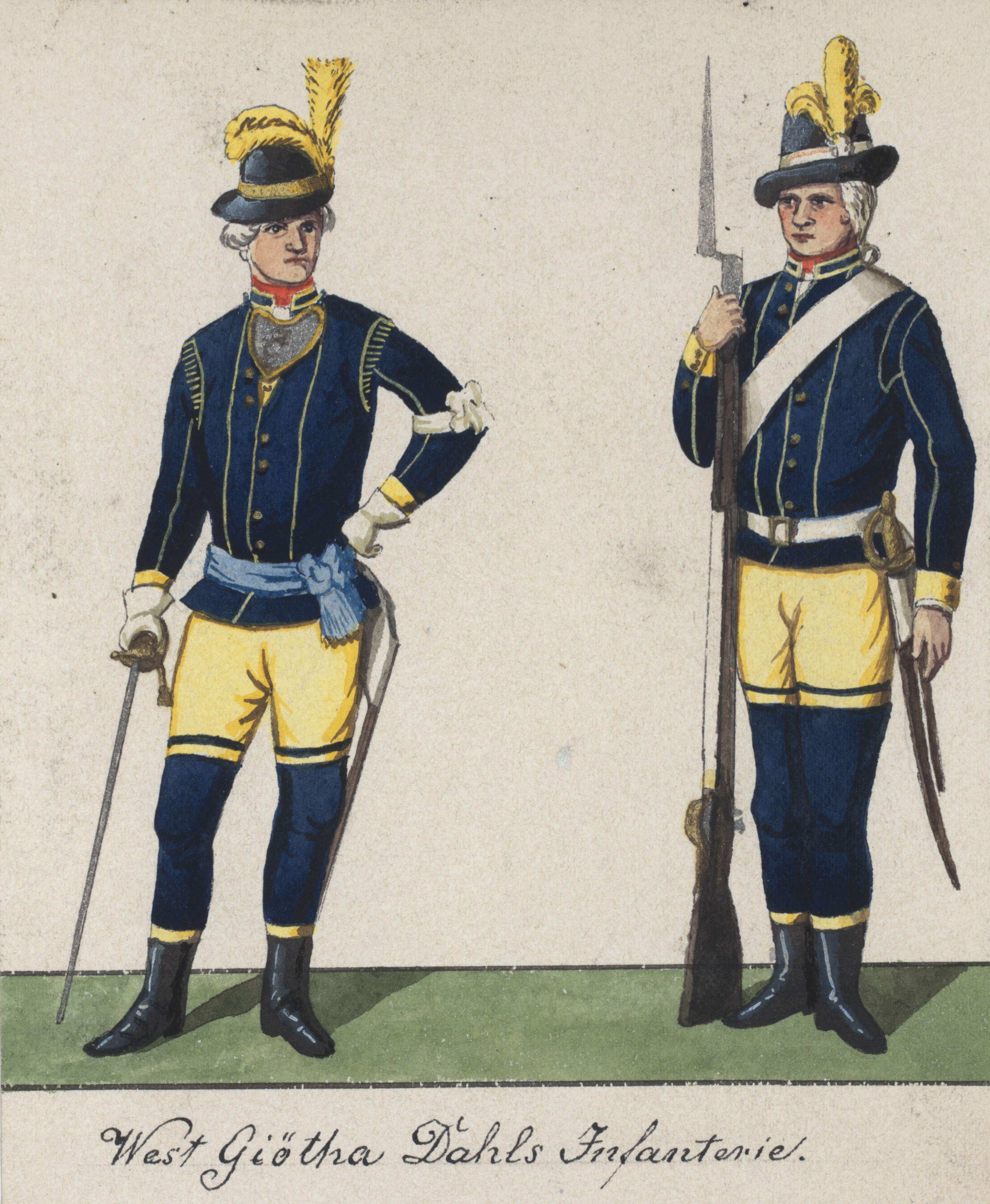
Underofficer och menig i Uniform m/1779. Carl Gustaf Roos.
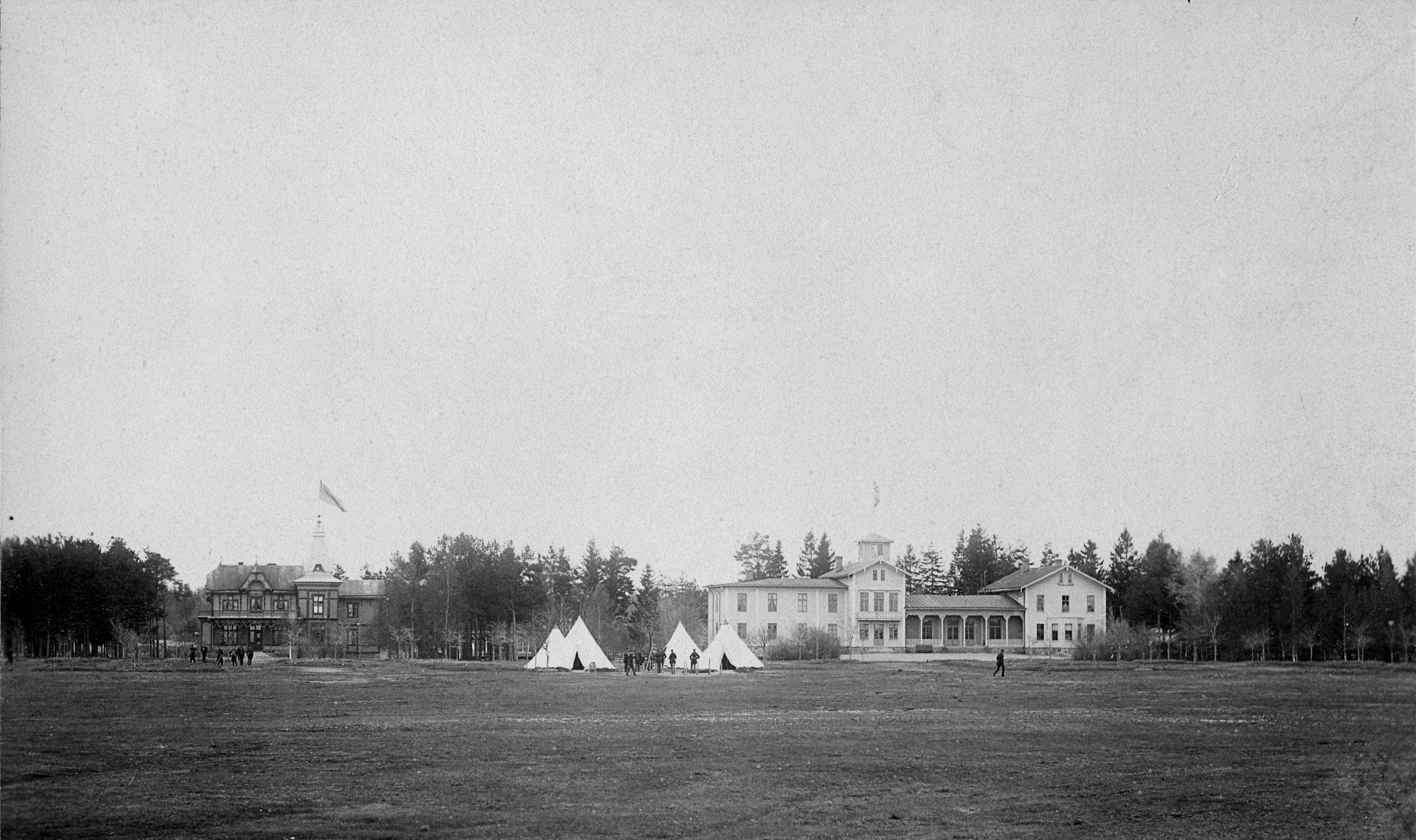
Västgöta-Dals regementes officerspaviljonger på Grunnebo hed.
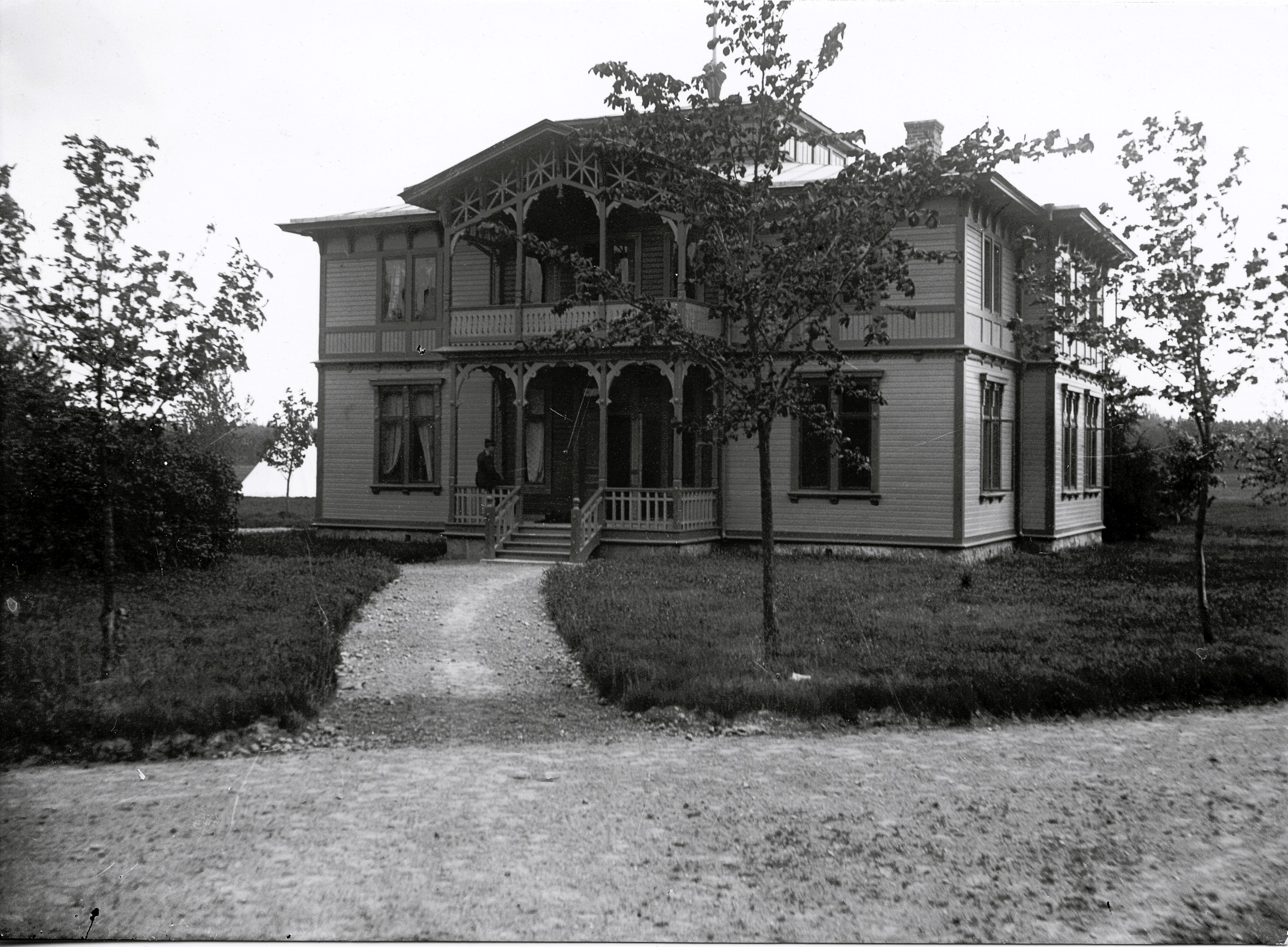
Västgöta-Dals regementes musikpaviljong på Grunnebo hed.
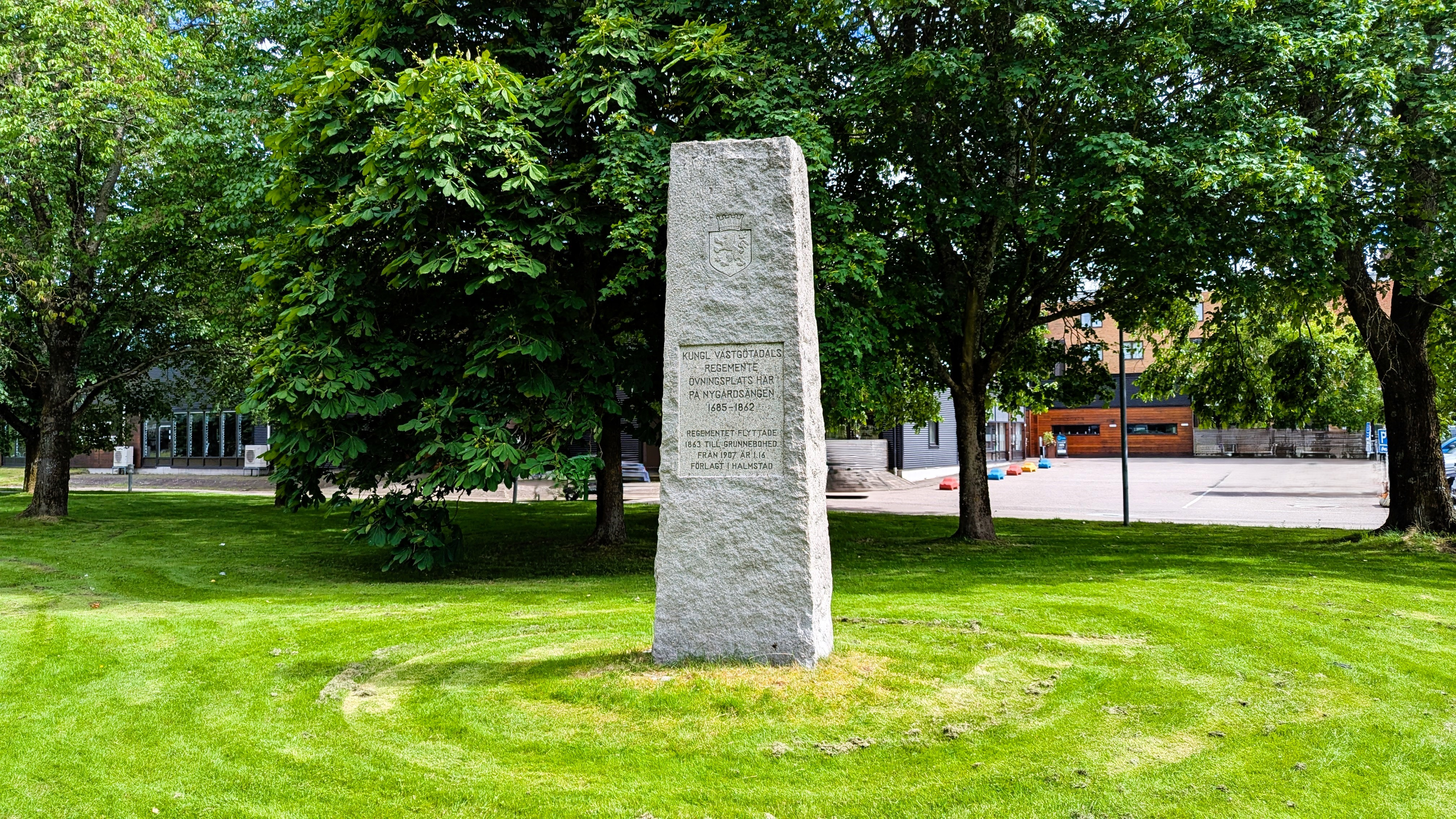
Minnessten över regementets verksamhet vid Nygårdsängen.
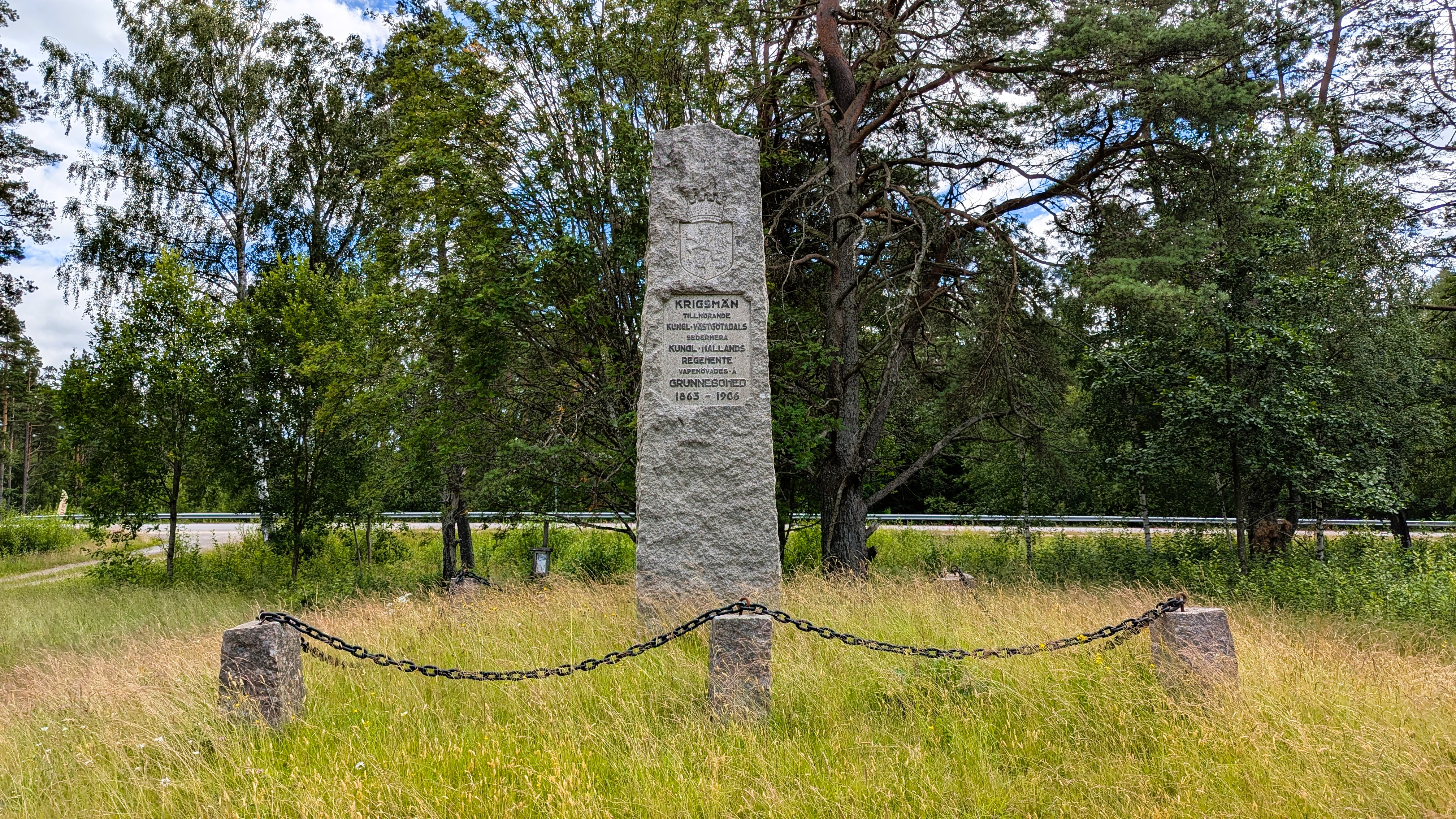
Minnessten över regementets verksamhet vid Grunnebo hed.